# Moses Simwala
Moses Simwala (né le 16 juillet 1949 à Kitwe à l'époque en Rhodésie du Nord et aujourd'hui en Zambie, et mort le 19 septembre 1993 dans la même ville) est un joueur de football international zambien, qui évoluait au poste de milieu de terrain, avant de devenir ensuite entraîneur.

## Biographie

### Carrière de joueur

#### Carrière en sélection
Avec l'équipe de Zambie, il joue 55 matchs (pour 7 buts inscrits) entre 1969 et 1980[réf. nécessaire]. 
Il figure dans le groupe des sélectionnés lors de la Coupe d'Afrique des nations de 1978 qui se déroule au Ghana.
Il participe également aux JO de 1980 organisés en Union soviétique. Lors du tournoi olympique, il joue trois matchs.
Il joue enfin 10 matchs comptant pour les tours préliminaires de la coupe du monde, lors des éditions 1974, 1978 et 1982.